# San Miguel de Allende
San Miguel de Allende là một đô thị thuộc bang Guanajuato, México. Năm 2005, dân số của đô thị này là 139297 người.